# 鵝湖 (愛荷華州)
鵝湖（英語：Goose Lake）是一個位於美國愛荷華州克林頓縣的城市。

## 地理
鵝湖的座標為41°58′03″N 90°22′51″W / 41.96750°N 90.38083°W，而該地的平均海拔高度為210米（即689英尺）。

## 人口
根據2010年美國人口普查的數據，鵝湖的面積為0.83平方千米，當中陸地面積為0.83平方千米，而水域面積為0.00平方千米。當地共有人口240人，而人口密度為每平方千米289人。